# Comté de Gage
Le comté de Gage est un comté de l'État du Nebraska, aux États-Unis. Son siège est la ville de Beatrice.